# Дојкинци
Дојкинци су насеље Града Пирота у Пиротском округу. Према попису из 2022. има 93 становника (према попису из 2002. било је 273 становника).
Овде се налазе Црква Светог Николе у Дојкинцима, Запис миро Гогића крушка (Дојкинци), Запис Гогића оброк (Дојкинци) и Запис оброк Свети Ђорђе 1888 (Дојкинци).
Овде су рођени епископ Јован Илић (1884-1975) и професор Богословског факултета Јордан П. Илић (1883-1950).

## Историја
Први пут се Дојкинци у историјским, писаним материјалима, помињу у турским дефтерима из 1576–1577. године, као Дојкинче. У том документу се наводи да село има седам џелепешких домаћинстава и припада срезу Пиротском. Ово значи да је село имало седам домаћинстава која су имала више од 25 оваца, а на сваких 25 оваца су давала по једну овцу џелепешког данка. Остала домаћинства нису имала ту обавезу. Не помиње се колико је село имало укупно домаћинстава. Следеће писано сведочанство о Дојкинцима налази се у турском дефетру из 1606. године. Овде се наводи да су испуњене војничке обавезе (порез на посед) од стране четворице мештана: Стојана Пениног, Јоте сина Лалиног, Димитри Бојчина и Петка сина Миленовог.
Први сачувани пописи села обављени су приликом доласка турске управе на ове просторе. Први запис назива села обављен је од стране турског чиновника. Имајући у виду специфичност турског језика и писма, као и недовољну писменост самих лица која су водила пописе, могуће је да је при првом уписивању назива села дошло до грешке, па је уместо Дој(ч)ћинци уписано Дојкинци, односно Дојкинче. Ово потврђује и чињеница да су Турци, при једном од каснијих пописа (1606. године), село евидентирали под називом Дојкинче. Међутим остало је "Дојк" уместо "Дојч··, или "Дојко" уместо "Дојчин–. Касније се тај назив само преписивао све до данашњих дана. Поред тога, име Дојчин је, у пиротском крају, а посебно у Високу, било веома често име, док се Радојко у старим документима уопште и не помиње.
Место се 1880. године налазило у бившем Височком срезу. Као његово крајње село, према Бугарској, а у оквиру општине Брлог. Ту је забележено 76 кућа, са 712 становника (363 мушкараца и 349 жена), од којих је само шест мушкараца писмено (јер ради само мушка школа). Пореских глава у селу има 135.
Од Пирота до места Ржане било је 25 километара или шест сати хода. Из Ржане се могло путем ићи даље - у Брлог и Дојкинце (1895). Дојкинци са селима Брлог и Јеловица 1901. године припадају Брлошкој општини, у Нишавском срезу. На молбу становника Дојкинца, Краљ Петар је 13. јануара 1909. године донео указ, по којем се Дојкинци одвајају од Брлога, и чине засебну општину.
У месној школи је 1882. године држан годишњи испит у присуству Д. Алексијевића директора школа у Пиротском округу. Између села Дојкинци и Брлога постојало је ривалство. Брложани су тада слали својих 20 ђака у Дојкинце, а то им је тешко падало. Тајно су зато правили своју школу, тежећи да "преотму" 100 ученика из Дојкинаца. Брлог је био седиште општине, па је ту била "власт". Изасланик Алексијевић је саветовао Дојкинце да и они почну правити своју школу. Чак из Пожаревца долази у Дојкинце за учитеља априла 1886. године Михаило Јовић. Фебруара 1887. године долази у месну школу на рад учитељски заступник Станислав Генчић. Учитељ у месној школи јуна 1896. године је Недељко Петровић, 1899. године ради учитељ М. Исајловић. Припремали су се мештани 1903. године да крену градњу школске зграде. По молби се ту премешта 1906. године учитељ Јордан Илић. Ту се 1907. године налази мушка четвороразредна основна школа.
У Дојкинцима цело село (110 кућа) ради дрворезачке израде предмета. У атару села је Дојкиначка река на чијој обали природно расте вредна смрчева шума. Нарочито је ту развијен од давнина столарски занат.

## Положај
Село Дојкинци се налази на југозападном делу Старе планине,у котлини која се пружа правцем северозапад-југоисток. Само насеље је лоцирано на надморској висини од 800 метара,а од Пирота, административног центра, удаљено је 37 километара и последње је на путу за Средњи Висок. Према положају и размештају кућа, Дојкинци се могу сврстати у збијени тип насеља, а само је мањи, односно југоисточни део (доњи крај) одвојен стотинак метара од главнине села (средњи и горњи крај).
Село је пресечено вијугавим током Дојкиначке реке, тако да су на главном путу изграђена два моста. Подручје Дојкинаца захвата површину од преко 76 квадратних километара (76 016 260 м ) и, изузев југоисточне, са свих страна је окружено високим планинским масивима. Посматрано са севера ка југу, леву границу атара чине: Три чуке (1937 м), Три кладенца (1900 м), Копрен (1935 м) и Локве (1476 м), док се десни погранични простор простире правцем: Крваве баре (1704 м), Браткова страна (1943 м), Мрамор (1760 м), Врх (1588 м) и Сибина чука (1296 м).
Дојкиначка река извире на месту званом Три кладенца, испод гребена Три чуке, на надморској висини од 1900 m. На свом путу, долином дојкиначког атара, прикључују јој се око двадесетак већих и мањих потока, међу којима су, са леве стране значајнији: Лисевски, Неђуловски, Шалавардин, Јаворски и Жуберна. Са десне стране се y Дојкиначку реку уливају: Белчин, Братковски, Равнобучки и Биславски до.
На око 10 километара од села се налази Понор - затворена депресија, чија се уздужна осовина поклапа са општим правцем пружања свих главних географских и тектонских елемената и дугачка је око 700 m, са површином од 230 хектара. Северни део је састављен од табличастог лискуновитог пешчара, а јужни, стрмији део, који се диже изнад дна око 80 m, од модрог лапоровитог тријанског кречњака.

## Демографија
У насељу Дојкинци живи 267 пунолетних становника, а просечна старост становништва износи 64,0 година (62,9 код мушкараца и 65,1 код жена). У насељу има 138 домаћинстава, а просечан број чланова по домаћинству је 1,98.
Ово насеље је у потпуности насељено Србима (према попису из 2002. године), а у последња три пописа, примећен је пад у броју становника.
|  |

| Демографија | Демографија | Демографија |
| Година      | Становника  | Становника  |
| ----------- | ----------- | ----------- |
| 1948.       | 1.005       |             |
| 1953.       | 973         |             |
| 1961.       | 982         |             |
| 1971.       | 864         |             |
| 1981.       | 587         |             |
| 1991.       | 400         | 400         |
| 2002.       | 273         | 275         |

| Етнички састав према попису из 2002.‍ | Етнички састав према попису из 2002.‍ | Етнички састав према попису из 2002.‍ | Етнички састав према попису из 2002.‍ | Етнички састав према попису из 2002.‍ |
| ------------------------------------ | ------------------------------------ | ------------------------------------ | ------------------------------------ | ------------------------------------ |
|                                      |                                      |                                      |                                      |                                      |
| Срби                                 | Срби                                 |                                      | 273                                  | 100,0%                               |
| непознато                            | непознато                            |                                      | 0                                    | 0,0%                                 |

| Година пописа     | 1948. | 1953. | 1961. | 1971. | 1981. | 1991. | 2002. |
| ----------------- | ----- | ----- | ----- | ----- | ----- | ----- | ----- |
| Број домаћинстава | 148   | 149   | 160   | 170   | 166   | 166   | 138   |

| Број чланова      | 1  | 2  | 3  | 4 | 5 | 6 | 7 | 8 | 9 | 10 и више | Просек |
| ----------------- | -- | -- | -- | - | - | - | - | - | - | --------- | ------ |
| Број домаћинстава | 39 | 74 | 17 | 6 | 1 | 1 | 0 | 0 | 0 | 0         | 1,98   |

| Пол    | Укупно | Неожењен/Неудата | Ожењен/Удата | Удовац/Удовица | Разведен/Разведена | Непознато |
| ------ | ------ | ---------------- | ------------ | -------------- | ------------------ | --------- |
| Мушки  | 133    | 16               | 98           | 16             | 3                  | 0         |
| Женски | 135    | 6                | 93           | 36             | 0                  | 0         |
| УКУПНО | 268    | 22               | 191          | 52             | 3                  | 0         |

| Пол    | Укупно                    | Пољопривреда, лов и шумарство | Рибарство                            | Вађење руде и камена | Прерађивачка индустрија       |
| ------ | ------------------------- | ----------------------------- | ------------------------------------ | -------------------- | ----------------------------- |
| Мушки  | 28                        | 18                            | 0                                    | 0                    | 7                             |
| Женски | 9                         | 1                             | 0                                    | 0                    | 6                             |
| УКУПНО | 37                        | 19                            | 0                                    | 0                    | 13                            |
| Пол    | Производња и снабдевање   | Грађевинарство                | Трговина                             | Хотели и ресторани   | Саобраћај, складиштење и везе |
| Мушки  | 0                         | 0                             | 1                                    | 0                    | 0                             |
| Женски | 0                         | 0                             | 0                                    | 0                    | 0                             |
| УКУПНО | 0                         | 0                             | 1                                    | 0                    | 0                             |
| Пол    | Финансијско посредовање   | Некретнине                    | Државна управа и одбрана             | Образовање           | Здравствени и социјални рад   |
| Мушки  | 0                         | 0                             | 0                                    | 1                    | 0                             |
| Женски | 0                         | 0                             | 0                                    | 0                    | 0                             |
| УКУПНО | 0                         | 0                             | 0                                    | 1                    | 0                             |
| Пол    | Остале услужне активности | Приватна домаћинства          | Екстериторијалне организације и тела | Непознато            | Непознато                     |
| Мушки  | 0                         | 0                             | 0                                    | 1                    | 1                             |
| Женски | 0                         | 0                             | 0                                    | 2                    | 2                             |
| УКУПНО | 0                         | 0                             | 0                                    | 3                    | 3                             |